# Szpecnaz
A szpecnaz (oroszul: Войска специального назначения, jelentése különleges rendeltetésű erők, röviden спецназ) az orosz hadsereg és biztonsági szolgálat különleges alakulatainak, kommandóinak összefoglaló elnevezése. Legismertebb szervezeti ága a Szpecnaz GRU, mely egyben az orosz szárazföldi hadsereg különleges műveleti alakulata is.

## A szovjet különleges alakulatok története

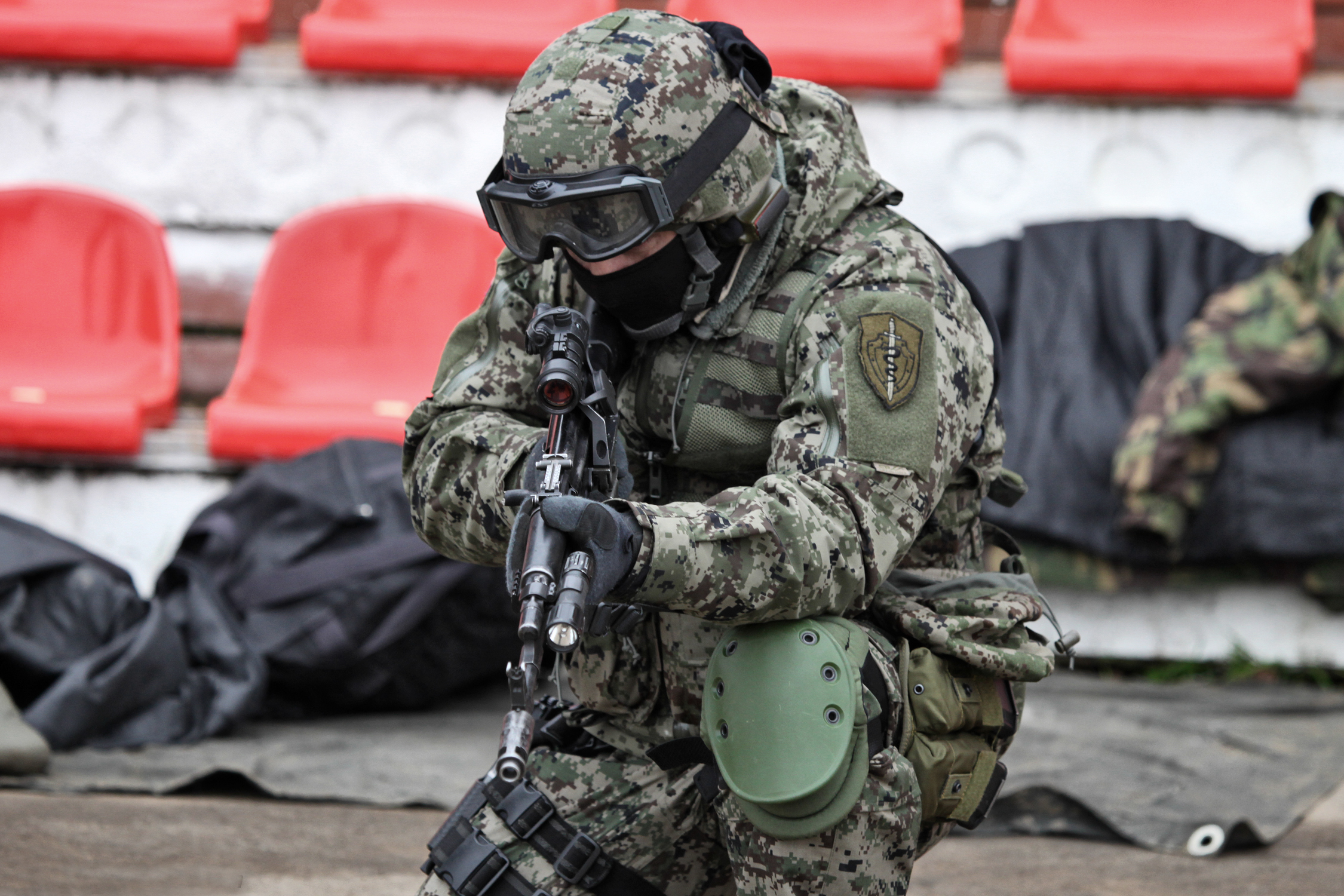
Az orosz Föderális Drogellenőrzési Szervezet katonája bevetésen.

A különleges műveleti alakulatok létrehozásának ötletét először Mihail Szvecsnyikov vetette fel az 1930-as évek elején, őt azonban a nagy tisztogatás, a sztálini „csisztka” idején kivégezték, így tervét nem tudta gyakorlatba ültetni. A Szvecsnyikov által megfogalmazott tervet azonban a későbbiekben felkarolta Ilja Sztarinov, aki a második világháborús diverziós és az Ukrán Felkelő Hadsereg elleni harcokban szerzett tapasztalatai alapján kezdte meg az első szpecnaz alakulat felállítását (Sztarinov ezért a későbbiekben a Szpecnaz nagyapja becenevet kapta). 
Zsukov marsall 1950-ben elrendelte 46, egyenként 120 katonából álló Szpecnaz egység felállítását, ezeket később zászlóalj, majd dandár méretűre bővítették ki. Az 1970-es évek elején a Szpecnaz 14 szárazföldi dandárból, két tengeri dandárból és több, különböző speciális feladatkörű alakulatból állt, melyek a Felderítő Főcsoportfőnökség (GRU) irányítása alatt álltak. Ugyancsak az 1970-es évek végén állította fel Jurij Andropov a Szpecnaz keretén belül az első antiterrorista alakulatot.
A Szovjetunió idején a Szpecnaz alakulatok közvetlenül a GRU irányítása alatt álltak, mely a csapatokat teljes titoktartás mellett vetette be a harmadik világ különböző konfliktus-övezeteiben, elsősorban a szovjetpárti erők kiképzésére. Később fontos szerepet játszottak a Szovjetunió afganisztáni háborújában, majd 1990-től az észak-kaukázusi övezetben vívott konfliktusokban és a tádzsik polgárháborúban is. 
2010-től, egy katonai reform eredményeként a különleges alakulatok feletti ellenőrzést a szárazföldi hadsereg vezérkara vette át, míg a 45. Szpecnaz hadosztályt a Légideszant-csapatok (VDV) irányítása alá helyezték.

## Főbb szervezeti ágai

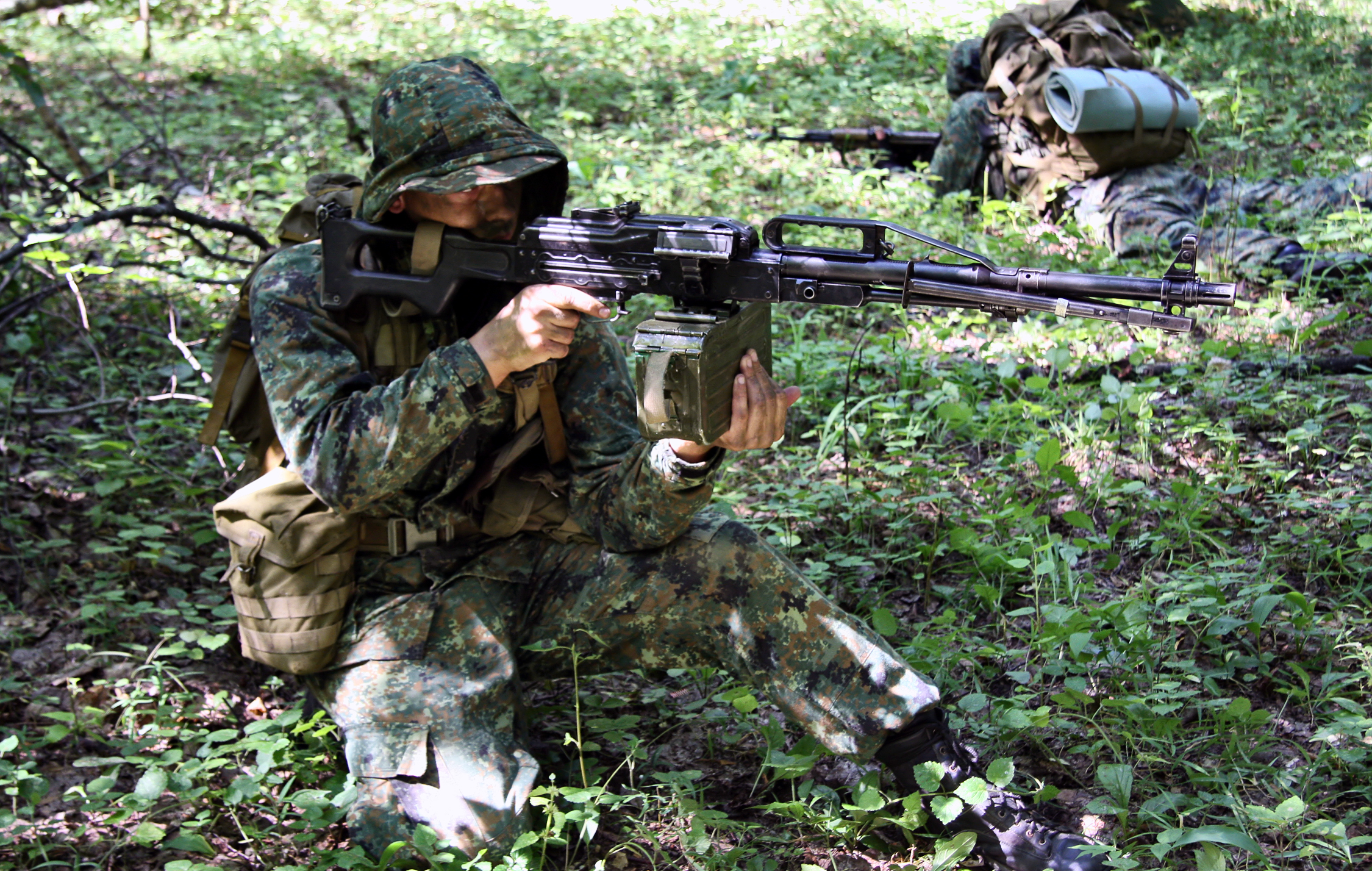
A 45. Szpecnaz hadosztály katonája Pecseneg géppuskával a kezében

- Szpecnaz GRU - A szárazföldi hadsereg különleges alakulatait foglalja magába.
- Tengerészeti Szpecnaz alakulatok - informális nevükön "kommandós békaemberek", az Orosz Haditengerészet alárendeltségébe tartozó különleges alakulatok.
- 45. Szpecnaz dandár - A légideszant-csapatok különleges alakulata.
- Az Orosz Belbiztonsági Szolgálat (FSB) különleges alakulatai.